# Арф, Иван Николаевич
Иван Николаевич Арф (Иоганн Арф, дат. Johann Arf) — контр-адмирал русской службы, датчанин по национальности, участник Первой Архипелагской экспедиции российского флота 1769—1774 годов.

## Биография
Начавшиеся при императрице Екатерине II военные действия нашего флота с Турцией в водах Архипелага вызвали потребность усилить личный состав флота приёмом на службу многих иностранных морских офицеров. В числе последних был и Иоганн Арф, принятый в 1770 году в чине контр-адмирала и назначенный командовать эскадрою, отправленной из Балтики в Архипелаг на усиление российского флота.
Арф, имея флаг на линейном корабле 4-го ранга «Св. Георгий Победоносец», прибыл в Архипелаг с 3 кораблями и 13 транспортными судами, где навлёк на себя неудовольствие со стороны главнокомандующего флотом графа А. Г. Орлова, донёсшего Императрице, что «контр-адмирал Арф легошенько пришел, как корабли наши и в Балтийском море не ходят; нужные вещи в Ревеле оставил и провиантов только на три месяца взял». Продолжая командовать эскадрою в составе флота, Арф не только не рассеял этого неудовольствия, но ещё более усугубил его своим непомерным самолюбием, так что на другой же год был отпущен из Архипелага в Санкт-Петербург, потому что, по донесению главнокомандующего, «не предвиделось нужды в продолжении его службы в Архипелаге».
В 1772 году Арф, получивший в единовременное награждение пять тысяч рублей, был вовсе уволен с русской службы. Дальнейшая судьба его неизвестна.